# Nughedu San Nicolò
Nughedu San Nicolò (en sard, Nughedu Santu Nigola) és un municipi italià, dins de la província de Sàsser. L'any 2007 tenia 925 habitants. Es troba a la regió de Montacuto. Limita amb els municipis d'Anela, Bono, Bonorva, Bultei, Ittireddu, Ozieri i Pattada.

## Administració
| Període | Identitat  | Partit        |
| ------- | ---------- | ------------- |
| 2006-   | Dario Fenu | Llista cívica |

## Personatges il·lustres
- Francesco Masala, poeta bilingüe